# Tmesisternus froggatti
Tmesisternus froggatti là một loài bọ cánh cứng trong họ Cerambycidae.